# Saints Row (série)
Saints Row é uma série de jogos eletrônicos de ação e aventura criada pela Volition e publicada pela THQ e Deep Silver. A série segue os 3rd Street Saints, uma gangue de rua fictícia originalmente operando no distrito de Saints Row, daí o título da série.
A jogabilidade nos jogos Saints Row se concentra em um mundo aberto onde o jogador pode completar missões para progredir em uma história geral, bem como se envolver em várias atividades paralelas. A maior parte da jogabilidade gira em torno de dirigir e atirar, com elementos ocasionais de RPG. Devido ao fato de os primeiros títulos serem rotulados como clones do Grand Theft Auto, os desenvolvedores procuraram criar uma experiência mais distinta a partir do terceiro jogo, com um forte foco na jogabilidade exagerada, homenagens à cultura popular, paródias e humor autorreferencial; essas mudanças foram controversas entre os fãs dos jogos originais. Os primeiros quatro jogos da série foram ambientados principalmente em dois locais fictícios — Stilwater e Steelport — que são vagamente baseados em cidades americanas reais. Os jogos centram-se em um personagem criado por um jogador inicialmente sem nome (mais tarde apelidado de "o chefe") que se junta aos 3rd Street Saints por acaso e os ajuda a derrotar gangues inimigas em guerras territoriais em toda a cidade. Mais tarde nas sequências, o jogador se torna o líder da gangue, uma celebridade e ícone da cultura de massa e, eventualmente, presidente dos Estados Unidos, enquanto enfrenta inimigos mais poderosos, como uma grande corporação, um paramilitar antigangue e um império alienígena.
O trabalho no Saints Row original começou em 2003, após a conclusão de Red Faction II pela Volition. O jogo foi lançado em agosto de 2006 com aclamação da crítica e sucesso comercial. A sequência, Saints Row 2, foi lançada em outubro de 2008 com aclamação semelhante e maior sucesso comercial. A terceira entrada da série, Saints Row: The Third, foi lançada em novembro de 2011 e foi o último Saints Row a ser publicado pela THQ antes da Deep Silver adquirir os direitos da série em 2013. A quarta entrada da série, Saints Row IV, foi lançado em agosto de 2013, com uma expansão independente chamada Gat out of Hell, lançado em janeiro de 2015 na América do Norte e Europa. Em setembro de 2013, a série teve vendas superiores a treze milhões, tornando-se uma das franquias de jogos eletrônicos mais vendidas de todos os tempos.
Um reboot da franquia, intitulado Saints Row, foi anunciado em agosto de 2021, e lançado em agosto de 2022. O reboot se passa na cidade fictícia de Santo Ileso no sudoeste americano, e segue uma nova gangue, simplesmente chamados de The Saints, enquanto tentam tomar o controle da cidade das diferentes gangues que a governam.

## Jogabilidade
Os jogos de Saints Row são ambientados em um mundo aberto. A série combina elementos de ação, aventura e jogabilidade veicular. O jogador pode vagar livremente pelo mundo virtual a pé ou por meio de veículos e fazer uso de uma variedade de armas e combate corpo a corpo. Atividades ilegais, como agredir civis e policiais, instigarão uma resposta proativa e potencialmente letal de figuras autoritárias. Em caso de morte ou prisão, o jogador reaparecerá em um hospital próximo ou delegacia de polícia.
Uma ênfase é colocada na guerra urbana; o personagem do jogador é afiliado a uma gangue de rua conhecida como 3rd Street Saints. As missões do jogo são estruturalmente divididas em arcos de missão separados. Esses arcos de missão não se entrelaçam, mas podem ser jogados de uma só vez ou separadamente pelo jogador. As missões são desbloqueadas acumulando pontos de respeito; respeito é a moeda do jogo ganha ao jogar minijogos não relacionados à história, conhecidos como atividades e diversões. A personalização constitui uma grande parte do jogo. O jogador tem a capacidade de personalizar a aparência e as roupas de seu personagem, pode levar certos veículos para oficinas para modificação e em Saints Row 2 é capaz de decorar o interior das casas seguras do jogo e refinar o comportamento da gangue Third Street Saints.

## Outras mídias

### Filme
Em 2009, o rapper 50 Cent anunciou que estava trabalhando para escrever um roteiro e adquirir os direitos de um filme de Saints Row.
Um filme de Saints Row foi anunciado para pré-produção em abril de 2019, com produção da Fenix Studios, Koch Media e Occupant Entertainment. F. Gary Gray está definido para dirigir o filme com roteiro escrito por Greg Russo. Russo afirmou que o filme será influenciado por The Warriors e Escape from New York.

## Jogos cancelados
Um spin-off intitulado Saints Row: Undercover estava sendo desenvolvido pela Savage Entertainment para o PSP em 2009, mas foi cancelado. Em 22 de janeiro de 2016, a Volition encontrou um protótipo do jogo em um kit de desenvolvimento PSP e o lançou como um download gratuito no Unseen64.net.
Saints Row: Money Shot seria um spin-off da série principal, originalmente desenvolvido para o Xbox Live Arcade. O jogo estaria disponível para o Xbox 360 como um jogo do Xbox Live Arcade e para o PlayStation 3 como um jogo PlayStation Network com gráficos 3D. O jogo se vincularia a Saints Row: The Third, como parte da campanha de marketing do jogo. Jogar Saints Row: Money Shot possibilitaria o desbloqueio de conteúdo exclusivo para uso em Saints Row: The Third e vice-versa.
Outros jogos cancelados incluem um título do Nintendo 3DS anunciado na E3 2010 chamado Saints Row: Drive By, e um jogo de luta Kinect/PlayStation Move para Xbox 360 e PlayStation 3 chamado Saints Row: The Cooler.

## Outras aparições
Johnny Gat aparece como personagem convidado na paródia do jogo de luta Divekick. Pierce Washington é um personagem de destaque no jogo de PlayStation VR 100ft Robot Golf.